# Jean Boutière
Jean Boutière (n. 1 noiembrie 1898, Mallemort, Bouches-du-Rhône, Franța – d. 29 ianuarie 1967) a fost un filolog francez, specialist în filologia romanică.
A lucrat o vreme ca profesor de franceză la Oradea, a învățat limba română și a călătorit prin România pentru a descoperi tradiții și obiceiuri.
A fost profesor de latină și greacă la Auch, apoi la licee din Clermont și Rouen. În anul 1932 a devenit „maître de conferences de philologie française du Moyen-Age” la Universitatea din Dijon, apoi profesor la Ecole Nationale de Langues Orientales Vivantes la Paris și succesor al lui Mario Roques la Sorbona.
Fascinat de viața și creațiile scriitorului Ion Creangă și la îndemnul lui Mario Roques, profesor la Sorbona, a realizat lucrarea „La vie et l'oeuvre de Ion Creangă”, în traducere „Viața și opera lui Ion Creangă”, un studiu acribios, fiind lucrarea sa de doctorat de la Sorbona, pe care o inițiază în anul 1924 și o susține ca teză de doctorat la 24 mai 1930.
Astfel, aceasta a fost de asemenea o primă monografie franceză publicată vreodată pentru un scriitor român în perioada interbelică.
În timpul lucrului la teza de doctorat a corespondat cu Gheorghe T. Kirileanu, Arthur Gorovei, D. Furtună, Garabet Ibrăileanu, care l-au sprijinit la documentare.
Jean Boutiere a fost șef al catedrei de limba română și apoi al celei de provensală de la Sorbona.
- A apărut și în România într-o traducere semnată de Daniel Corbu.[10]
- Este nominalizat sub Colecțiile de Librării Istorice ale UNESCO în secțiunea „Nuvele românești” - Antologii de prozatori români.[11]

## Scrieri
- La vie et l'oeuvre de Ion Creangă, Editura: Librairie Universitaire J. Gamber Paris, 1930
- Viața și opera lui Ion Creangă, Editura Junimea, Iași, 1976, în traducerea lui Constantin Ciopraga,[12].